# Hoya de Huesca
Hoya de Huesca is een comarca van de Spaanse provincie Huesca. De hoofdstad is Huesca, de oppervlakte 2525,60 km2 en het heeft 60.525 inwoners (2002).

## Gemeenten
Agüero, Albero Alto, Alcalá de Gurrea, Alcalá del Obispo, Alerre, Almudévar, Angüés, Antillón, Argavieso, Arguis, Ayerbe, Banastás, Biscarrués, Blecua y Torres, Casbas de Huesca, Chimillas, Gurrea de Gállego, Huesca, Ibieca, Igriés, Loarre, Loporzano, Loscorrales, Lupiñén-Ortilla, Monflorite-Lascasas, Murillo de Gállego, Novales, Nueno, Las Peñas de Riglos, Pertusa, Piracés, Quicena, Salillas, Santa Eulalia de Gállego, Sesa, Siétamo, La Sotonera, Tierz, Tramaced en Vicién.